# Jüdische Rundschau (Monatszeitung)
Jüdische Rundschau ist der Name einer jüdischen Monatszeitung, die seit Anfang Juli 2014 im Verlag Jewish Berlin Online GmbH (J.B.O.) erscheint. Mit der Wochenzeitschrift Jüdische Rundschau vom Anfang des 20. Jahrhunderts hat sie den Namen gemein.

## Herausgeber und Ausrichtung
Herausgeber der Zeitung ist der Berliner Unternehmer und Immobilienverwalter Rafael Korenzecher. Als Redakteure fungierten bis Ende 2014 Susanne Wein und Clemens Heni, von 2015 bis 2022 Simon Akstinat, ab 2022 Laila Mirzo (die bei der Wahl zum Abgeordnetenhaus von Berlin 2023 für die AfD kandidierte). Im gleichen Haus erscheint auch die russischsprachige Ausgabe Jewrejskaja Panorama (Еврейская панорама, deutsch: Jüdisches Panorama).
Als Ziele beider Zeitschriften gibt der Verlag unter anderem an, ein „heute häufig verzerrtes und unvollständiges Medienbild von Israel sinnvoll zu konterkarieren“.  In der Berichterstattung sollen „konservative, orthodoxe wie auch liberale Strömungen“ berücksichtigt werden. Die Jüdische Rundschau versteht sich als Gegengewicht zur liberalen Zeitung Jüdische Allgemeine, die vom Zentralrat der Juden in Deutschland herausgegeben wird. Die Zeitung erscheint im Tabloid-Format, die Startauflage betrug 7000 Exemplare.

## Einordnung in der Medienlandschaft
Shimon Stein und Moshe Zimmermann bezeichneten die Jüdische Rundschau in der Zeit als „rechtsgerichtet“. Daniel Bax nannte sie in der taz  „ein marginales, rechtes Blatt“. Christoph Gollasch nannte sie im Jahrbuch für Antisemitismusforschung eine „wirtschaftsliberal-konservative Monatszeitung“. Der Politikwissenschaftler Lars Rensmann wies darauf hin, die Jüdische Rundschau sympathisiere mit der Partei Alternative für Deutschland.

## Artikel zu Antisemitismus-Vorwürfen am Otto-Suhr-Institut
Am 6. Januar 2017 erschien in der Jüdischen Rundschau ein Artikel, der „antizionistischen Aktivismus“ der am Otto-Suhr-Institut tätigen Dozentin Eleonora Roldán Mendívil thematisierte. Wie sich später herausstellte, handelte es sich nicht um einen Originalbeitrag für die Jüdische Rundschau, sondern um eine wortidentische Wiederveröffentlichung eines Beitrags im Blog Boasinfo vom 25. Dezember 2016. Nachdem die Vorwürfe von einer Studenteninitiative „Gegen jeden Antisemitismus an der Freien Universität Berlin“ in einem Brief an die Institutsleitung und das Präsidium der Universität aufgenommen worden waren, veröffentlichte die Institutsleitung ein Statement unter expliziter Bezugnahme auf den Artikel, dem zufolge bis zur Klärung der Angelegenheit die Dozentin keine weiteren Lehraufträge des Otto-Suhr-Institutes mehr erhalten werde. Der Vorgang löste ein umfangreiches Presseecho bis nach Israel und weitere Veröffentlichungen aus.

## Sonstiges
Rafael Korenzecher stiftete 2016 den „Preis für ehrlichen Journalismus“. Erster und bisher einziger Preisträger war Tuvia Tenenbom.